# قائمة الأفلام المصرية سنة 2008
هذه قائمة بالأفلام المصرية لعام 2008 مرتبة أبجديا

## 2008
| اسم الفيلم                    | إخراج           | بطولة | ملاحظات |
| ----------------------------- | --------------- | --- | ------- |
| آخر كلام                      | أكرم فريد       | حسن حسني - مادلين مطر - مدحت تيخا - منة عرفة                                                                      |         |
| آسف على الإزعاج               | خالد مرعي       | أحمد حلمي - منة شلبي - دلال عبد العزيز - محمود حميدة                                                              |         |
| أشرف حرامي                    | فخر الدين نجيدة | تامر عبد المنعم - شيرين رضا - ريكو                                                                                |         |
| أيامنا الجاية                 | محمد الشناوي    | عزت أبو عوف - سوسن بدر - انتصار - محمد شومان                                                                      |         |
| إتش دبور                      | أحمد الجندي     | أحمد مكي - حسن حسني - إنجي وجدان - هالة فاخر - لطفي لبيب - سامح حسين                                              |         |
| احنا اتقابلنا قبل كده         | هشام الشافعي    | نيللي كريم - حسن حسني - راندا البحيري - كارولين خليل - آسر ياسين                                                  |         |
| البلد دي فيها حكومة           | عبد العزيز حشاد | تامر هجرس - علا غانم - عزت أبو عوف - هيدي كرم - نرمين ماهر - محمد الخلعي                                          |         |
| الدادة دودي                   | علي إدريس       | ياسمين عبد العزيز - صلاح عبد الله - محمد شرف - سامح حسين                                                          |         |
| الريس عمر حرب                 | خالد يوسف       | هاني سلامة - خالد صالح - سمية الخشاب - غادة عبد الرازق                                                            |         |
| الزمهلوية                     | أشرف فايق       | صلاح عبد الله - عزت أبو عوف - انتصار - هالة فاخر - أحمد عزمي - بشرى                                               |         |
| الغابة                        | أحمد عاطف       | أحمد عزمي - باسم سمرة - ريهام عبد الغفور - حنان مطاوع                                                             |         |
| المش مهندس حسن                | منال الصيفي     | محمد رجب - دوللي شاهين - أحمد راتب - إدوارد - رجاء الجداوي - أحمد سعيد عبد الغني                                  |         |
| الوعد                         | محمد ياسين      | آسر ياسين - روبي - محمود ياسين - غسان مسعود - أحمد عزمي - باسم سمرة                                               |         |
| بحر النجوم                    | أحمد مهدي       | كارول سماحة - وائل كفوري - هيفاء وهبي - رويدا المحروقي - أحمد الشريف - كريم محمود عبد العزيز - سعيد صالح          |         |
| بصرة                          | أحمد رشوان      | باسم سمرة - يارا جبران - إياد نصار - ناهد السباعي                                                                 |         |
| بلد البنات                    | عمرو بيومي      | فرح يوسف - سمية الجويني - ريم حجاب - فريدة الجريدي - حسن الرداد - أيمن صلاح - مها أبو عوف                         |         |
| بلطية العايمة                 | علي رجب         | عبلة كامل - علاء مرسي - مي كساب - إدوارد - سعيد طرابيك - ضياء عبد الخالق                                          |         |
| بنات وموتوسيكلات              | فخر الدين نجيدة | زين الدين - صالح عبد النبي - ريم هلال - تتيانا                                                                    |         |
| بوشكاش                        | أحمد يسري       | محمد سعد - زينة - يوسف فوزي - عزت أبو عوف                                                                         |         |
| جنينة الأسماك                 | يسري نصر الله   | عمرو واكد - هند صبري - آسر ياسين - جميل راتب - باسم سمرة - سماح أنور                                              |         |
| حبيبي نائماً                   | أحمد البدري     | خالد أبو النجا - مي عز الدين - حسن حسني                                                                           |         |
| حسن ومرقص                     | رامي إمام       | عادل إمام - عمر الشريف - لبلبة - هناء الشوربجي - حسن مصطفى - يوسف داود - محمد إمام                                |         |
| حلم العمر                     | وائل إحسان      | حمادة هلال - دينا فؤاد - توفيق عبد الحميد - هالة فاخر - رامي وحيد - منة عرفة                                      |         |
| رامي الإعتصامي                | سامي رافع       | أحمد عيد - أحمد راتب - أيتن عامر - ريكو - لانا سعيد                                                               |         |
| رمضان مبروك أبو العلمين حمودة | وائل إحسان      | محمد هنيدي - سيرين عبد النور - عزت أبو عوف - إدوارد                                                               |         |
| زي النهارده                   | عمرو سلامة      | بسمة - أحمد الفيشاوي - آسر ياسين - أروى جودة - نبيل عيسى - مها أبو عوف                                            |         |
| شبه منحرف                     | وليد محمود      | رامز جلال - زينة - حسن حسني - عبد الله مشرف - نشوى مصطفى                                                          |         |
| شعبان الفارس                  | شريف عابدين     | أحمد آدم - جومانا مراد - انتصار - أحمد السعدني                                                                    |         |
| طباخ الريس                    | سعيد حامد       | طلعت زكريا - خالد زكي - داليا مصطفى - سامح حسين - أشرف زكي - لطفي لبيب                                            |         |
| على جنب يا أسطى               | سعيد حامد       | أشرف عبد الباقي - روجينا - آسر ياسين - أروى جودة - خيرية أحمد                                                     |         |
| قبلات مسروقة                  | خالد الحجر      | يسرا اللوزي - أحمد عزمي - باسم سمرة - راندا البحيري - محمد كريم                                                   |         |
| كابتن هيما                    | نصر محروس       | تامر حسني - زينة - أحمد راتب - أحمد زاهر                                                                          |         |
| كاريوكي                       | أحمد عويس       | شريف مكاوي - منة فضالي - صفا تاج الدين - بهاء الكافي                                                              |         |
| كامب                          | عبد العزيز حشاد | محمد الخلعي - أيمن الرفاعي - ياسمين جمال                                                                          |         |
| كباريه                        | سامح عبد العزيز | صلاح عبد الله - فتحي عبد الوهاب - محمود الجندي - جومانا مراد - هالة فاخر - إدوارد - دنيا سمير غانم - خالد الصاوي  |         |
| كلاشنكوف                      | رامي إمام       | محمد رجب - غادة عادل - صلاح عبد الله - درة                                                                        |         |
| لحظات أنوثة                   | مؤنس الشوربجي   | جومانا مراد - علا غانم - محمد ظاظا - حسين الإمام - محمد سليمان - حسناء سيف الدين                                  |         |
| ليلة البيبي دول               | عادل أديب       | نور الشريف - محمود عبد العزيز - محمود حميدة - ليلى علوي - جمال سليمان - سلاف فواخرجي - أحمد مكي - روبي - علا غانم |         |
| ليلة في القمر                 | خيري بشارة      | رغدة - طارق التلمساني - جيهان راتب - ياسمين الجيلاني - راندا البحيري - إدوارد - هاني عادل                         |         |
| ماشيين بالعكس                 | مسعد فودة       | نهى لطفي - محمود عبد العظيم - حسام داغر - آيه حميدة                                                               |         |
| مسجون ترانزيت                 | ساندرا نشأت     | أحمد عز - نور الشريف - صلاح عبد الله - إيمان العاصي                                                               |         |
| مفيش فايدة                    | حاتم فريد       | مصطفى قمر - بسمة - إدوارد - أحمد راتب - منة فضالي                                                                 |         |
| نمس بوند                      | أحمد البدري     | هاني رمزي - دوللي شاهين - أحمد راتب - لطفي لبيب                                                                   |         |
| ورقة شفرة                     | أمير رمسيس      | أحمد فهمي - هشام ماجد - شيكو                                                                                      |         |